# Eparchia di Sajansk
L'eparchia di Sajansk (in russo Саянская епархия?) è una diocesi della Chiesa ortodossa russa, appartenente alla metropolia di Irkutsk.

## Territorio
L'eparchia comprende la città di Sajansk e i rajon Ziminskij, Nižneudinskij, Tajšetskij, Balaganskij, Kujtunskij, Tulunskij, Čunskij nella oblast' di Irkutsk nel circondario federale della Siberia.
Sede eparchiale è la città di Sajansk, dove si trova la cattedrale dell'Annunciazione.
L'eparca ha il titolo ufficiale di «eparca di Sajansk e Nižneudinsk».

## Storia
L'eparchia è stata eretta dal Santo Sinodo della Chiesa ortodossa russa il 5 ottobre 2011, ricavandone il territorio dall'eparchia di Irkutsk.